# واکی تاکی

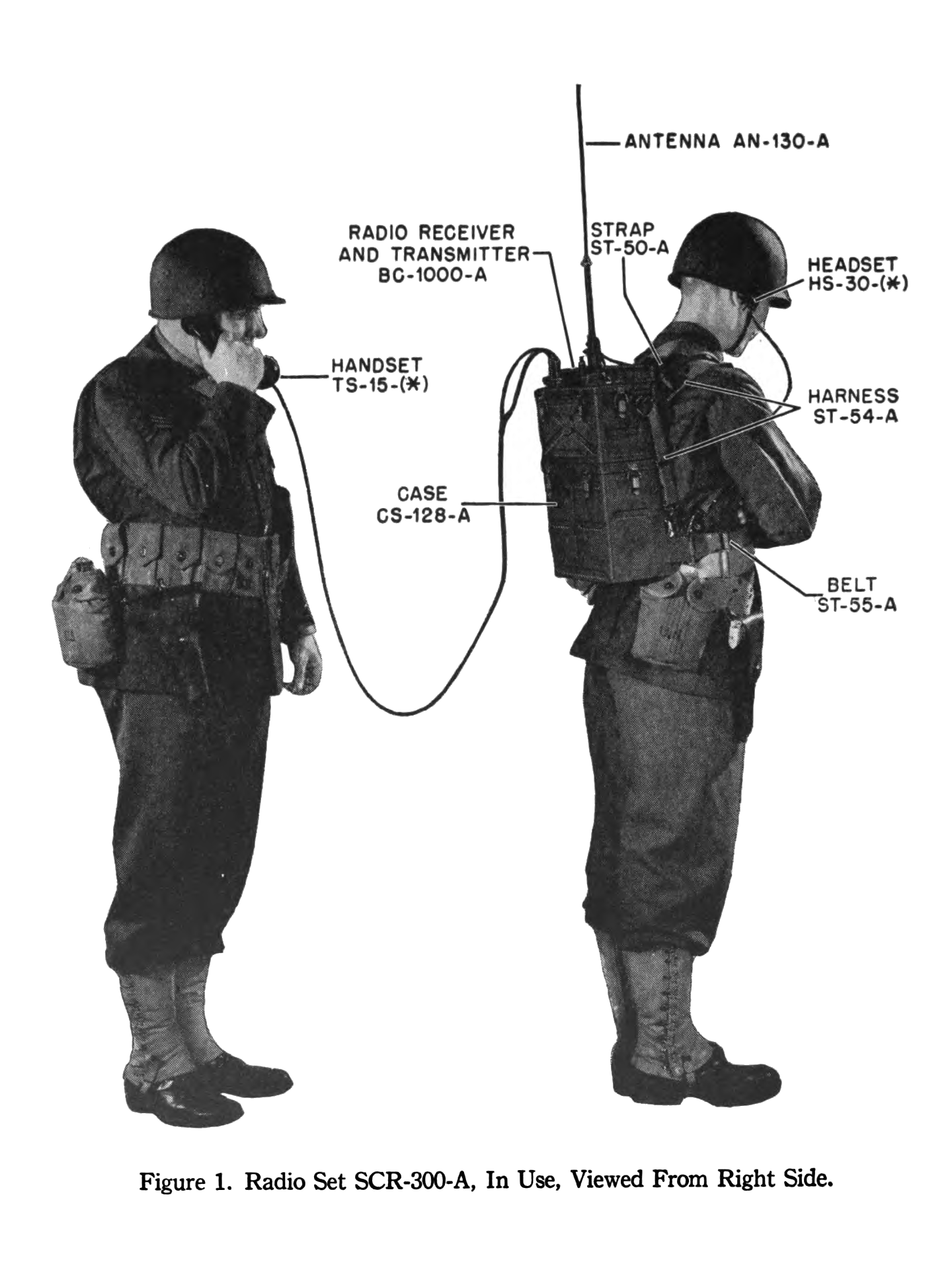
یک واکی تاکی قدیمی.

واکی تاکی (به انگلیسی: Walkie-talkie) یک وسیلهٔ قابل حمل است که امواج رادیویی را به‌صورت دو طرفه مخابره می‌کند. این وسیله در جنگ جهانی دوم توسعه یافت و توسعه آن در طول جنگ جهانی دوم به‌طور متفاوت به دونالد هینگز، مهندس رادیو آلفرد جی. گراس، هنریک مگنوسکی و تیم‌های مهندسی در موتورولا نسبت داده شده‌است. واکی تاکی برای اولین بار برای پیاده‌نظام استفاده شد، نمونه‌های مشابهی نیز برای توپخانه و واحدهای تانک طراحی شد و پس از جنگ، دستگاه‌های واکی تاکی به امنیت عمومی و در نهایت کارهای تجاری و شغلی گسترش یافت.
نخستین واکی تاکی در اندازهٔ بزرگ ساخته شده بود و برای حمل آن باید از کوله پشتی استفاده می‌شد. واکی تاکی امروز به اندازهٔ یک گوشی همراه معمولی است که در موارد مختلفی توسط ارتش، رادیو آماتورها و به صورت شخصی مورد استفاده قرار می‌گیرد.
برخی از نمونه‌های واکی تاکی دارای ویژگی‌های اضافی مانند ارسال تماس، دریافت تماس با زنگ لرزش، قفل صفحه کلید، و کرونومتر هستند. واکی تاکی‌های کوچکتر نیز در میان کودکان بسیار محبوب است.

## انفجار واکی‌تاکی در لبنان
روز بعد از انفجارهای پیجرها در لبنان، حدود ساعت ۱۷ به وقت محلی، صدها دستگاه واکی‌تاکی که توسط فعالان حزب‌الله در لبنان استفاده می‌شد، منفجر شدند و باعث زخمی شدن و مرگ اعضای حزب‌الله شدند. اسرائیل دوباره به عنوان مظنون اصلی این رویداد ذکر شد.